# Col de la Grande Casse
Le col de la Grande Casse est un col de France situé en Savoie, dans le massif de la Vanoise.

## Géographie
S'élevant à 3 091 mètres d'altitude, il est dominé par la Grande Casse (3 855 m) au sud et l'aiguille de l'Épéna (3 421 m) au nord. Il n'est franchi par aucun sentier de randonnée, son versant oriental étant occupé par le glacier de l'Épéna et son versant occidental par celui de la Grande Casse. En période hivernale, il est traversé par un itinéraire de ski de randonnée.
Le col est formé par le chevauchement de la klippe de la Grande Motte constituée de roches argilo-calcaires du Jurassique inférieur reposant sur le socle de la Vanoise formé de micaschistes.

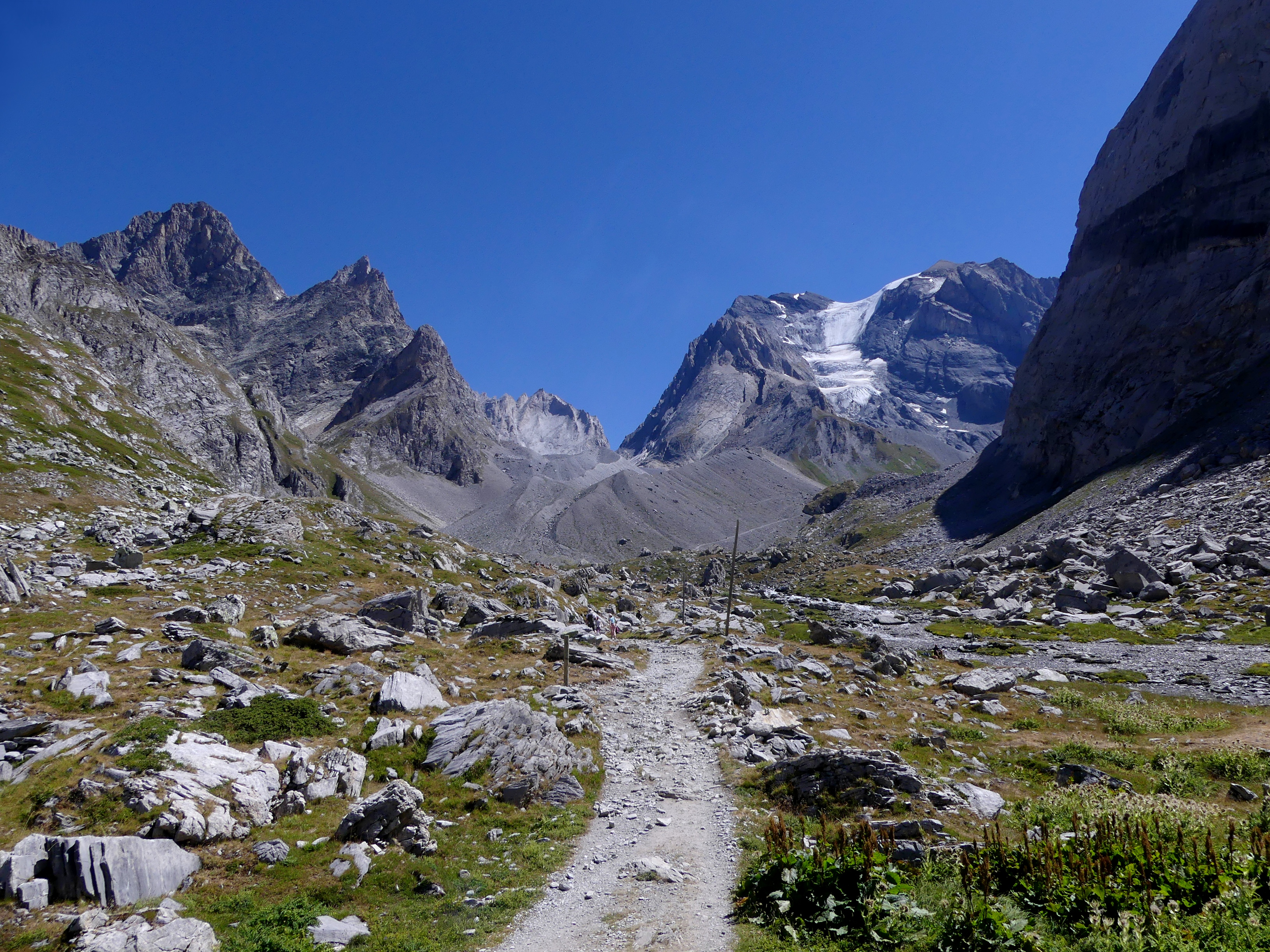
Vue depuis le lac des Vaches au sud-ouest du col de la Grande Casse encadré par les aiguilles de la Grande Glière, de la Petite Glière et de l'Épéna à gauche et par la Grande Casse à droite.

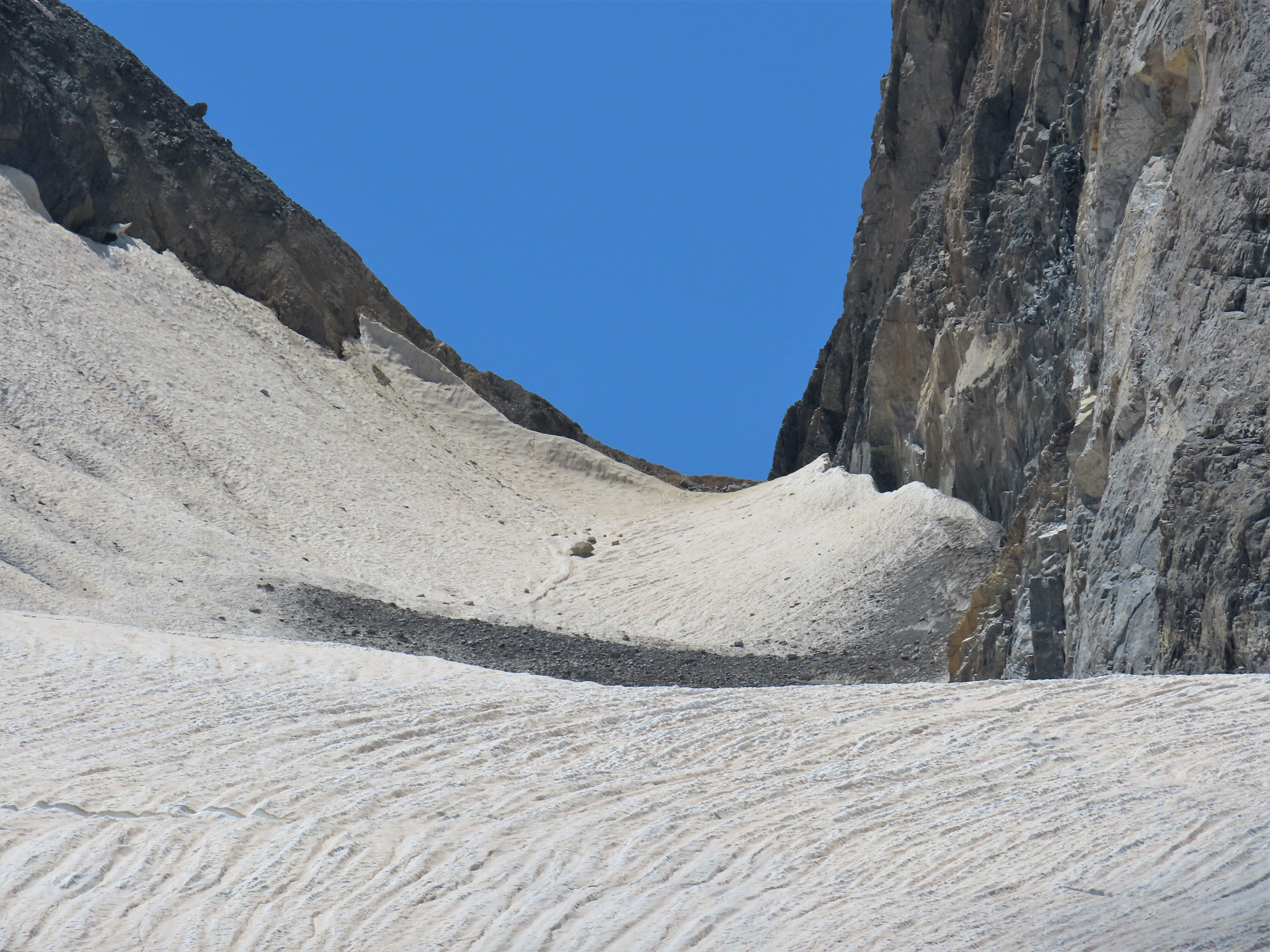
Le col de la Grande Casse entre la Grande Casse à gauche et l'aiguille de l'Épéna à droite depuis le glacier de l'Épéna à l'est.